# 池畑修平
池畑 修平 (いけはた しゅうへい、1969年（昭和44年））は、日本のジャーナリスト.  元NHK 報道局国際部記者.　大阪府生まれ　アメリカ合衆国カリフォルニア州育ち.  東邦大学附属東邦中学校・高等学校、東京外国語大学日本語学科を卒業.
2023年（令和5年）8月、NHK退職.  一般社団法人アジア・ユーラシア総合研究所に所属する傍ら同年11月3日、『羽鳥慎一モーニングショー』（テレビ朝日）で金曜レギュラーの長嶋一茂の代打として出演した.

## 人物
熱烈の阪神タイガースのファンで.世界中何処に居ても阪神戦の結果を気にする.

## エピソード
アメリカ合衆国、カナダと転々としながら生活した.
1992年（平成4年）4月1日 NHKに入局.地方局.報道局国際部、NHKジュネーヴ支局(当時)、NHK中国総局、NHKソウル支局.報道局国際部長を経て.報道局記者主幹に就任.
2022年（令和4年）より日本大学法学部新聞学科非常勤講師も務める。

## 主な取材
報道局国際部記者　国際部時代→国際部から韓国の延世大学へ派遣.
NHK ジュネーヴ支局(当時)　NHK ジュネーヴ支局時代→国際連合機関をはじめヨーロッパや中東情勢を中心に取材やレポートを担当した.
NHK 中国総局　NHK 中国総局時代→北朝鮮 朝鮮民主主義人民共和国の動向を取材.
NHK ソウル支局長
　NHK ソウル支局長時代→南北関係や日韓関係、大韓民国大統領 朴槿恵(当時)から文在寅政権誕生を取材.
2019年（平成31年）4月1日から2021（令和3年）年3月　国際報道2019の4代目メインキャスターを担当.

## 過去の担当番組
- 国際報道2019　メインキャスター　(2019年度・2020年度)

## 著書
- 『韓国 内なる分断～韓国国内の権力闘争深淵にあるもの～』(平凡社)